# Jontro
Jontro is een bestuurslaag in het regentschap Pati van de provincie Midden-Java, Indonesië. Jontro telt 2743 inwoners (volkstelling 2010).